# Nagy grizon
A nagy grizon (Galictis vittata) az emlősök (Mammalia) osztályának ragadozók (Carnivora) rendjébe, ezen belül a menyétfélék (Mustelidae) családjába és a zorillaformák (Ictonychinae) alcsaládjába tartozó faj.

## Előfordulása
Közép- és Dél-Amerika esőerdeiben és szavannáin található meg.

## Alfajai
- Galictis vittata vittata – Dél-Amerika északi része
- Galictis vittata andina – Peru és Bolívia
- Galictis vittata brasiliensis – Brazília
- Galictis vittata canaster – Mexikó déli része és Közép-Amerika

## Életmódja
A nagy grizon éjjel aktív állat. Magányosan vagy párban él. Tápláléka halak, kétéltűek, madarak és más emlősök.